# Günterstal
Günterstal es el nombre de un barrio en el sur de Friburgo de Brisgovia en Baden-Wurtemberg, Alemania. Está ubicado al pie del monte Schauinsland en el sur de la ciudad. Entre Günterstal y el barrio de Wiehre en el norte hay una zona verde.

## Fuente de Cazadores
La Fuente de Cazadores al linde del bosque al norte de Günterstal es una fuente de piedras naturales. Es conocido por los acontecimientos de la de 1848/1849 porque aquí tuvo lugar una batalla entre las tropas gubernamentales y los insurgentes. Una piedra conmemorativa recuerda este evento.

## Puntos de interés
- Arboreto

## Enlaces
- Wikimedia Commons alberga una categoría multimedia sobre Günterstal.